# Gottfried von Bülow
Gottfried von Bülow (* 16. Juli 1831 in Gnadenfrei, Landkreis Reichenbach; † 6. März 1907 in Stettin; vollständiger Name Gottfried Johannes Gottlob von Bülow) war ein deutscher Archivar und Historiker. Er war Leiter des Staatsarchivs Stettin, forschte und veröffentlichte zur Geschichte Pommerns und verfasste zahlreiche Beiträge für die Allgemeine Deutsche Biographie.

## Leben
Gottfried von Bülow entstammte dem Adelsgeschlecht von Bülow und war der Sohn eines preußischen Offiziers. Er wurde 1831 in Gnadenfrei in Schlesien geboren. Nach dem Besuch des Pädagogiums in Niesky besuchte er das Theologische Seminar der Brüdergemeine in Gnadenfeld. Er arbeitete zunächst als Lehrer an Schulen der Brüdergemeine in England, Niesky, Christiansfeld und Lausanne.
1868 gab Bülow den Lehrerberuf auf und trat in den preußischen Archivdienst. Zunächst arbeitete er am Staatsarchiv Magdeburg, ließ sich 1869 für Studien beurlauben und promovierte an der Universität Greifswald zum Dr. phil.
Im Jahre 1871 begann Bülow seine Tätigkeit am Staatsarchiv Stettin als Archivassistent, später wurde er Leiter des Staatsarchivs. In seiner Amtszeit zog das Staatsarchiv zunächst aus den bisherigen engen Räumlichkeiten in einen Flügel des Stettiner Schlosses um und erhielt dann 1900 ein eigenes Archivgebäude. 1888 wurde von Bülow mit dem Roten Adlerorden IV. Klasse ausgezeichnet, später mit der III. Klasse mit Schleife. Im Jahre 1901 musste Bülow nach einem Schlaganfall sein Amt aufgeben. Er starb im Jahre 1907 in Stettin, wo er auf dem Hauptfriedhof bestattet wurde.
Bülow forschte und veröffentlichte über die Geschichte Pommerns und über die Familiengeschichte seiner eigenen Familie. Er veröffentlichte zahlreiche Personenartikel in der Allgemeinen Deutschen Biographie. Er war Mitglied der Gesellschaft für pommersche Geschichte und Altertumskunde und mehrere Jahre lang Redakteur der Zeitschrift Baltische Studien.
Bülow war seit 1871 mit Ida von Dewitz, Tochter des Generalmajors August von Dewitz verheiratet. Die Ehe blieb kinderlos.

## Schriften (Auswahl)
- Geschichtliche Nachrichten über die von Bülow zu Oebisfelde. 1869.
- Geschichte des Wappens des Geschlechts von Bülow. 1871.
- Beiträge zur Geschichte  der Stadt Bahn im dreißigjährigen Kriege. In: Baltische Studien, 27. Jahrgang, Stettin 1877, 245–256 (Digitalisat)
- Beiträge zur Geschichte des Pommerschen Schulwesens im 16. Jahrhundert. 1880.
- Beiträge zur Geschichte des Schlosses in Wollin. In: Baltische Studien. Band 35 A.F., 1885, S. 154–185 (Digitalisat).
- Die Klosterordnung von Rühn im Jahre 1581. In: Baltische Studien. Band 35 A.F., 1885, S. 187–213 (Digitalisat).
- Beiträge zur Geschichte Stettins 1711–1715. In: Baltische Studien. Band 35 A.F., 1885, S. 254–261 (Digitalisat).
- Kleine  Mittheilungen zur Geschichte Stettins. In: Baltische Studien. Band 35 A.F., 1885, S. 262–266 (Digitalisat).